# Auf dem Nützenberg
Die Ortslage Auf dem Nützenberg bzw. im Nützenberg oder einfach Nützenberg im Wohnquartier Nützenberg im Wuppertaler Stadtbezirk Elberfeld-West geht auf eine alte Ortsbezeichnung zurück.

## Lage
Der Ort befindet sich auf dem südlichen Hang des Nützenberges an der höchsten Stelle der Nützenberger Straße und Einmündung der Kyffhäuserstraße.
Benachbarte Ortslagen sind: Varresbeck, Dorp, Vogelsaue und Stockmannsmühle.

## Etymologie
Der Name wird als Personenname ‚Nutz‘ oder ‚Nod‘ gedeutet, könnte aber auch von ‚nutzen‘ kommen.

## Geschichte
1832 gehörte der Ort zur Hülsbecker Rotte des ländlichen Außenbezirks des Kirchspiels Elberfeld. Der laut der Statistik und Topographie des Regierungsbezirks Düsseldorf als Weiler kategorisierte Ort wurde als Im Nützenberg bezeichnet und besaß zu dieser Zeit acht Wohnhäuser. Zu dieser Zeit lebten 75 Einwohner im Ort, davon 13 katholischen und 62 evangelischen Glaubens. Weitere Erwähnungen gab es 1850 bis 1858, im Adressbuch wurde ‚Nützenberg‘ wurde erstmals 1868/70 erwähnt.
Der Ort ist ganz in der weiteren Bebauung des 20. Jahrhunderts aufgegangen.
Als historische Bausubstanz der Streusiedlung aus ersten Hälfte des 19. Jahrhunderts ist die Gaststätte Schöne Aussicht erhalten. Auch die Wohnhäuser Nützenberger Straße 262, Nützenberger Straße 248, Kyffhäuser Straße 60, 70, 74 und 81 stammen aus dem 19. Jahrhundert, im Haus Kyffhäuser Straße 81 ist heute ein Kindergarten untergebracht. Ende des 19. Jahrhunderts entstanden drei Schulgebäude: Kyffhäuser Straße 98 (1871), Nützenberger Straße 288 (1891) und Nützenberger Straße 242 (1898). Die Villa Simons stammt auch aus der ersten Hälfte des 19. Jahrhunderts.

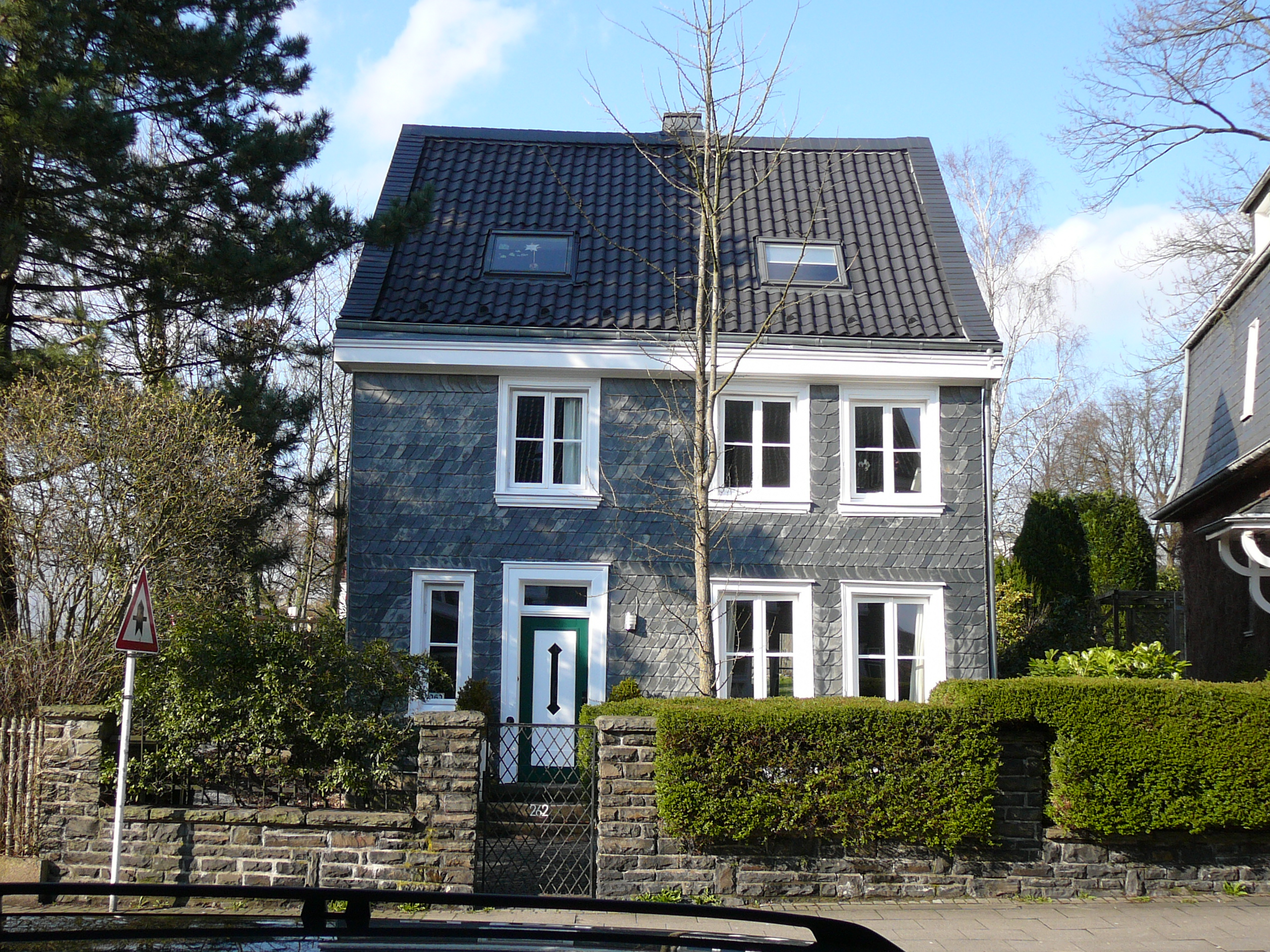
Nützenberger Straße 262
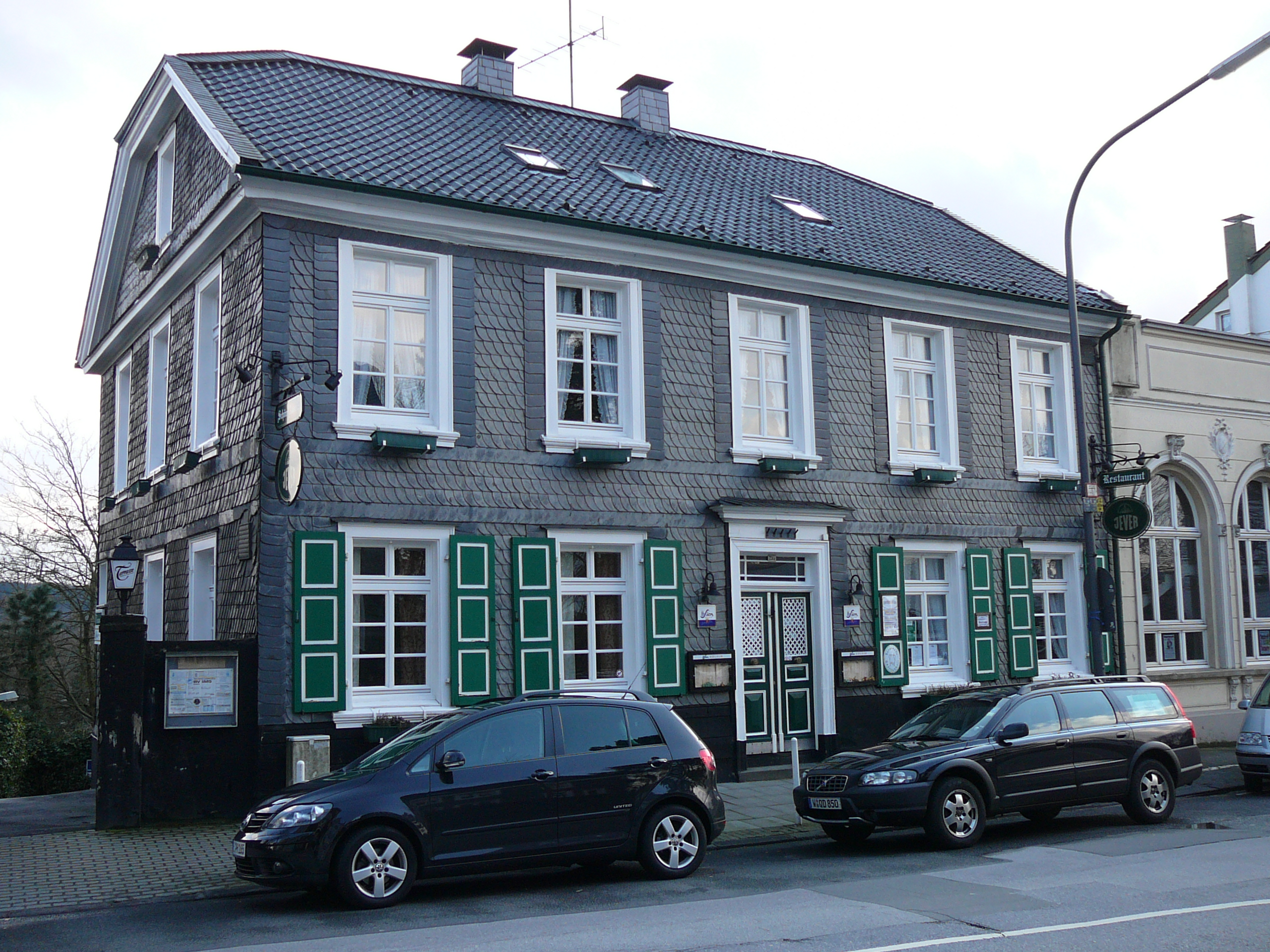
Nützenberger Straße 295, Schöne Aussicht
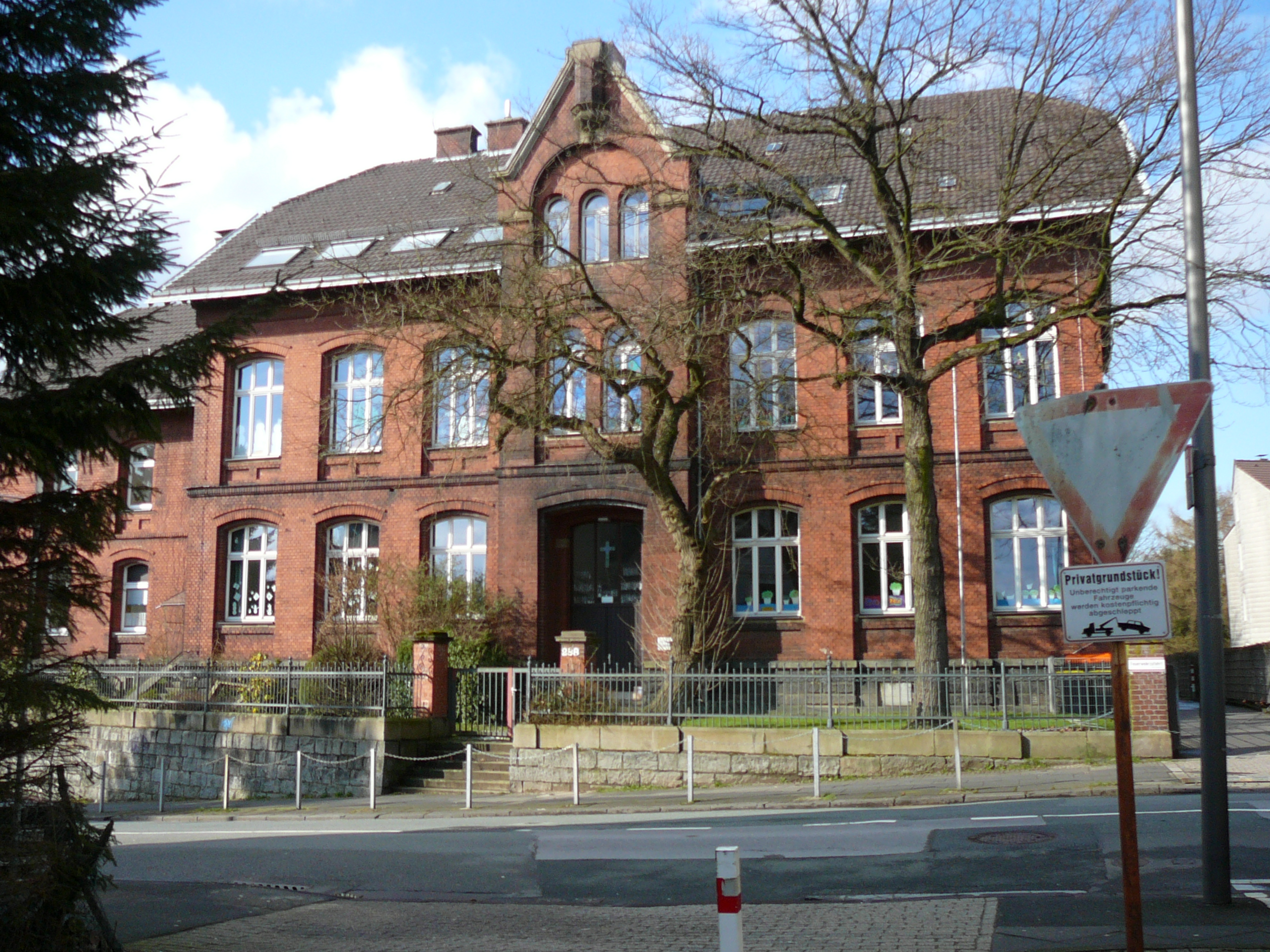
Nützenberger Straße 288
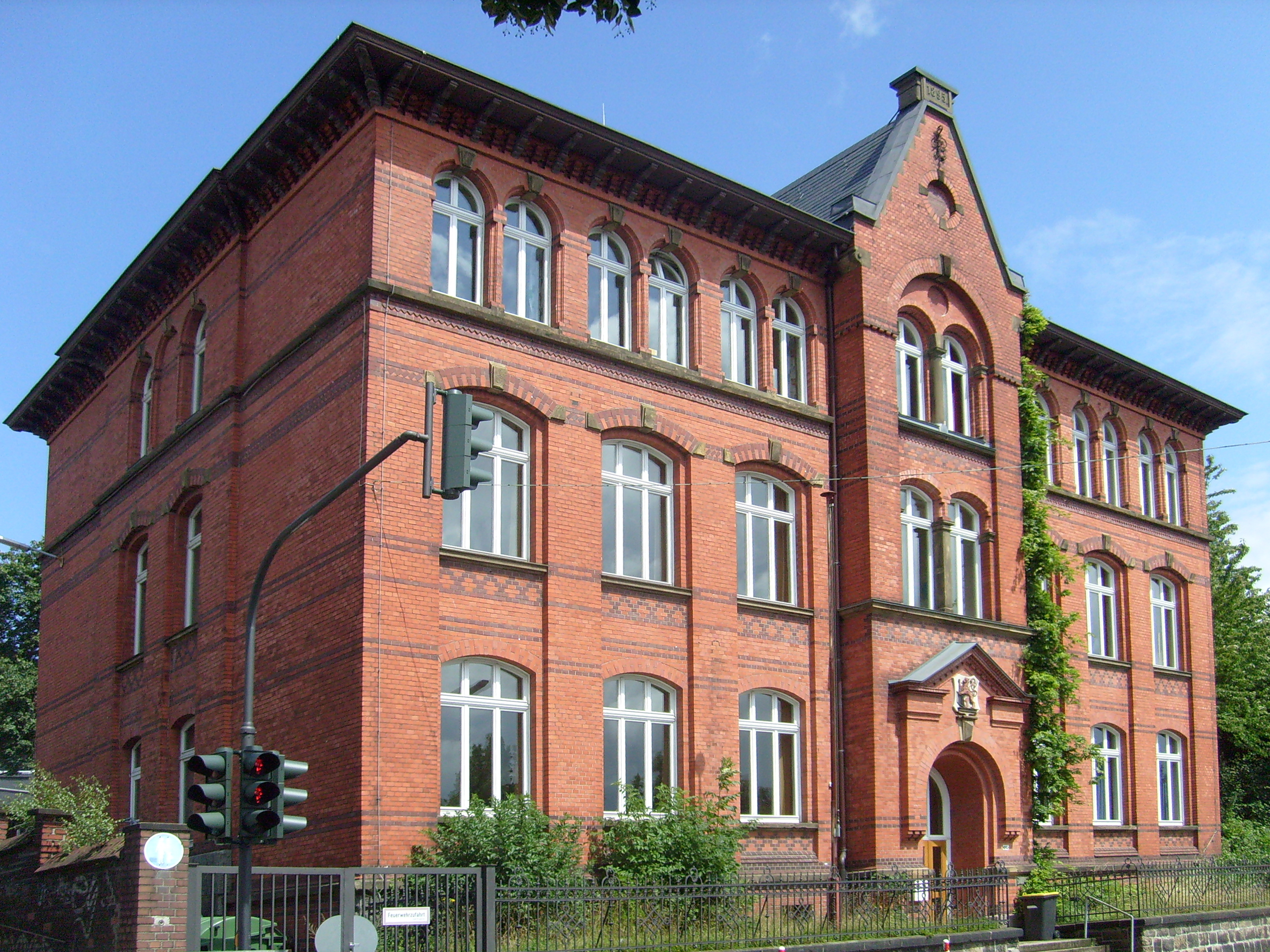
Nützenberger Straße 242
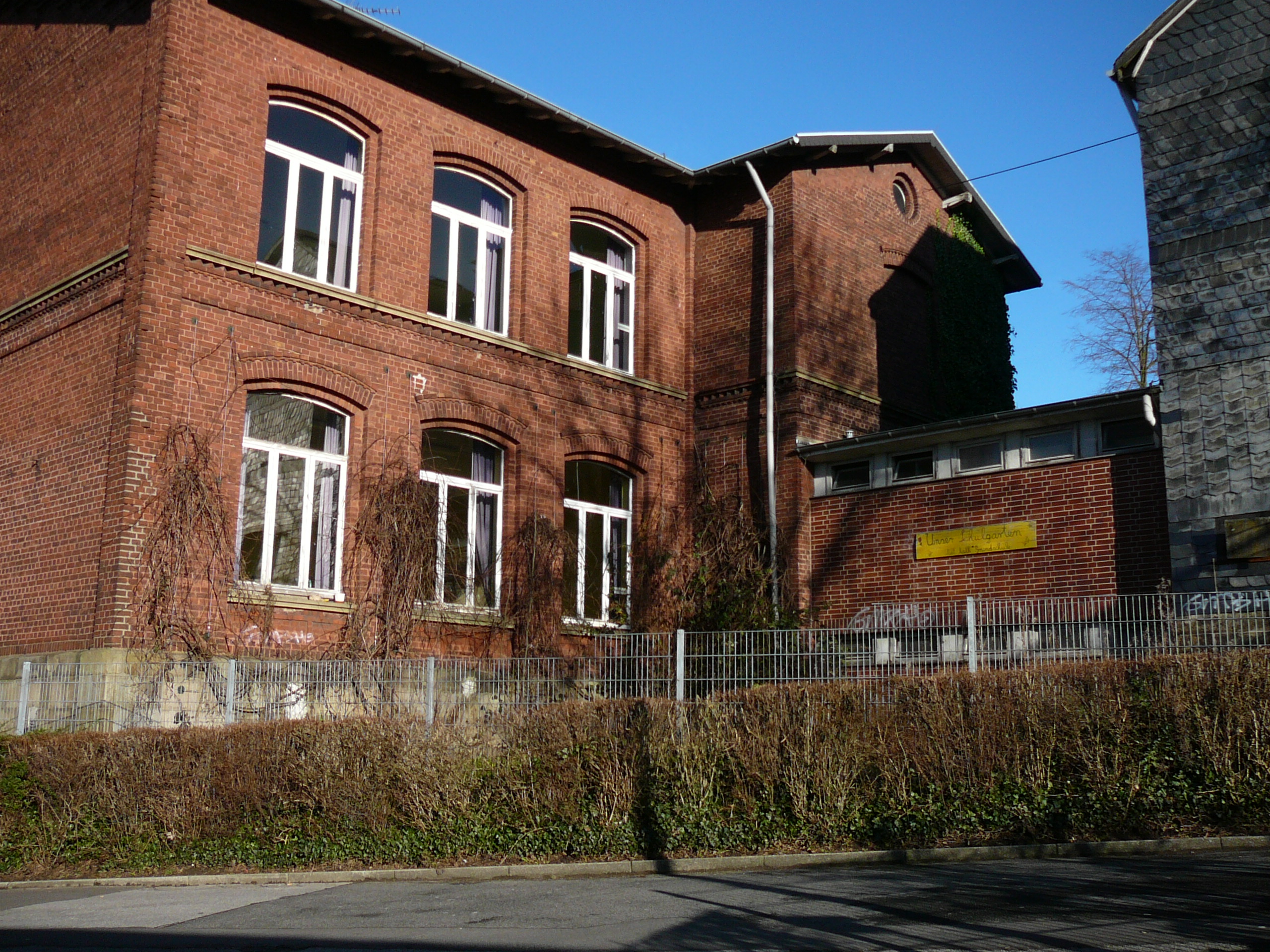
Kyffhäuser Straße 98
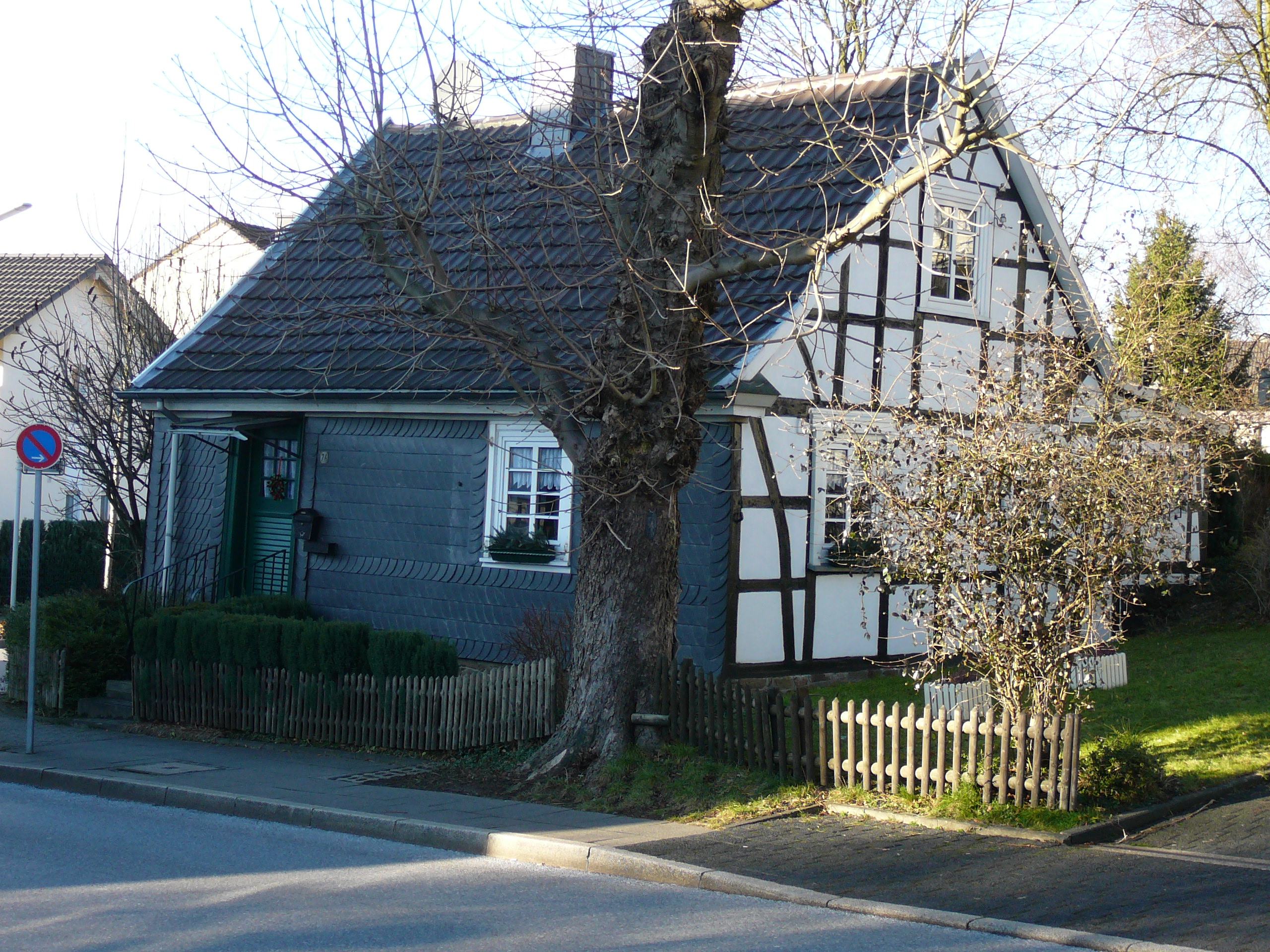
Kyffhäuser Straße 74
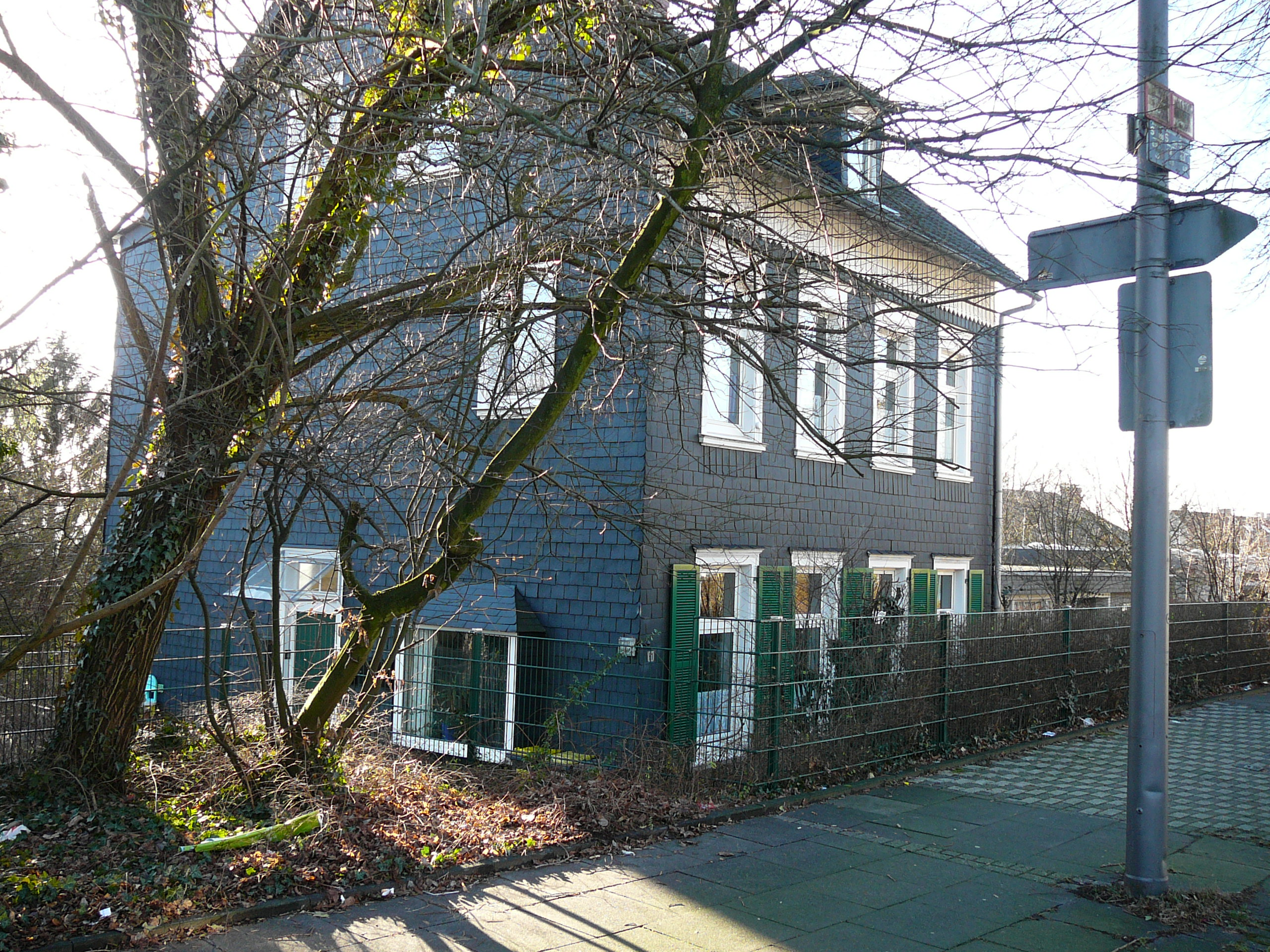
Kyffhäuser Straße 81

## Die heutige Straße
Nach dieser Ortslage ist die Nützenberger Straße mit einem unbekannten Benennungsdatum benannt.